# Kodeks wrocławski
Kodeks wrocławski – średniowieczny manuskrypt śląski z XV wieku (ok. 1498) zachowany w całości. Zawiera ponad 90 rozbudowanych kompozycji polifonicznych, głównie dzieła miejscowych kompozytorów. Dominują w nim utwory o charakterze religijnym (kompozycje przeznaczone do celów liturgicznych, kompletne cykle mszalne, motety na Boże Narodzenie i Wielkanoc a także ku czci świętych, część w charakterze włoskiej laudy), nieliczne świeckie. Kompozycje są rozpisane na obsadę 2 do 5 głosów, ale są też utwory do wykonań jedynie instrumentalnych, bez tekstu.